# Championnats du monde de gymnastique rythmique 1987
Les XIIIe championnats du monde de gymnastique rythmique se sont tenus à Varna en Bulgarie du 17 au 20 septembre 1987.

## Participants
Les pays suivants ont envoyé des gymnastes disputer cette compétition: Argentine, Australie, Autriche, Belgique, Brésil, Bulgarie, Canada, Chine, Cuba, Tchécoslovaquie, Danemark, Allemagne de l'Est, Finlande, France,  Grèce, Hongrie, Israël, Italie, Japon, Mexique, Pays-Bas, Nouvelle-Zélande, Corée du Nord, Norvège, Pologne, Portugal, Roumanie, Corée du Sud, Espagne, Suède, Suisse, Turquie, Taipei, Royaume-Uni, États-Unis, URSS, Allemagne de l'Ouest & Yougoslavie.

### Épreuves individuelles
| Pays | Gymnaste               |  | Pays | Gymnaste            |  | Pays | Gymnaste              |  | Pays | Gymnaste            |
| ---- | ---------------------- |  | ---- | ------------------- |  | ---- | --------------------- |  | ---- | ------------------- |
|      | Paula Paradelas        |  |      | Malene Franzen      |  |      | Linda Oers            |  |      | Eva Lundovist       |
|      | Antonietta Guida       |  |      | Susanne Ravn        |  |      | Mirjam de Kramer      |  |      | Sofia Hedman        |
|      | Nicole Mozes           |  |      | Leena Murtamo       |  |      | Natascha Vervoort     |  |      | Viktoria Bengtsson  |
|      | Elisabeth Bergmann     |  |      | Marika Kosonen      |  |      | Ann Kristin Albertsen |  |      | Caroline Müller     |
|      | Annik Vanderstraeten   |  |      | Mira Luhtanen       |  |      | Victoria Ystborg      |  |      | Maura Genasci       |
|      | Caroline Verbruggen    |  |      | Annette Walle       |  |      | Ylje Wiede            |  |      | Sabrina Muheim      |
|      | Laurence Brihaye       |  |      | Claudia Bouabca     |  |      | Ok Sun Djang          |  |      | Chih-Yuan Yan       |
|      | Francoise Biot         |  |      | Emmanuelle Serre    |  |      | Suk Yong Li           |  |      | Huei-Mei Lee        |
|      | Jaqueline Pedreira     |  |      | Jota Tsitsela       |  |      | Angela Walker         |  |      | Hui-Huang Tsai      |
|      | Rosane Favila Ferreira |  |      | Maggy Michailidou   |  |      | Katherine Agnew       |  |      | Lisa Black          |
|      | Adriana Dounavska      |  |      | Maria Alevizou      |  |      | Melanie Cairns        |  |      | Nicola Walker       |
|      | Elisabeth Koleva       |  |      | Andrea Sinko        |  |      | Eliza Bialkowska      |  |      | Viva Seifert        |
|      | Bianka Panova          |  |      | Nora Erfalvi        |  |      | Izabela Zuravska      |  |      | Dacon Lister        |
|      | Jennefer Hopkins       |  |      | Zsuzsana Muszil     |  |      | Teresa Folga          |  |      | Diane Simpson       |
|      | Lisa Merritt           |  |      | Einat Argaman       |  |      | Lurdes Silva          |  |      | Irina Rubinstein    |
|      | Lise Gautreau          |  |      | Rakefet Ramigolski  |  |      | Margarida Carmo       |  |      | Anna Kotchneva      |
|      | Qiong Pang             |  |      | Shulamit Goldstein  |  |      | Patricia Jorge        |  |      | Marina Lobatch      |
|      | Xiaomin He             |  |      | Barbara Ferrari     |  |      | Adriana Stonescu      |  |      | Tatiana Drutchinina |
|      | Yanfei Xia             |  |      | Michaela Imperatori |  |      | Florentina Butaru     |  |      | Diana Schmiemann    |
|      | Lourdes Medina         |  |      | Simona Brusa        |  |      | Petruta Dumitrescu    |  |      | Marion Rothhaar     |
|      | Sandra Arregoitia      |  |      | Akemi Fujino        |  |      | In-Wha Kim            |  |      | Regina Weber        |
|      | Thalia Fung            |  |      | Erika Akiyama       |  |      | Soo-Yung Kim          |  |      | Dara Terzic         |
|      | Andrea Koppova         |  |      | Hiroko Oisuka       |  |      | Sung-Hee Hong         |  |      | Dominika Kacin      |
|      | Denisa Sokolovska      |  |      | Diana Velarde       |  |      | Maria Isabel Lloret   |  |      | Milena Reljin       |
|      | Lenka Oulehlova        |  |      | Mariela Castillo    |  |      | Maria Martin          |  |      |                     |
|      | Ana-Katrine Korning    |  |      | Miriam Hinososa     |  |      | Monserrat Manzanares  |  |      |                     |

### Groupes
Countries who participated in the group competition are as follows.
| Flag | Nation   |  | Flag | Nation         |  | Flag | Nation          |  | Flag | Nation            |
| ---- | -------- |  | ---- | -------------- |  | ---- | --------------- |  | ---- | ----------------- |
|      | Austria  |  |      | Czechoslovakia |  |      | Japan           |  |      | Spain             |
|      | Brazil   |  |      | Finland        |  |      | The Netherlands |  |      | Suisse            |
|      | Bulgaria |  |      | France         |  |      | North Korea     |  |      | The United States |
|      | Canada   |  |      | Hungary        |  |      | Norway          |  |      | URSS              |
|      | China    |  |      | Italy          |  |      | New Zealand     |  |      | West Germany      |

## Épreuves individuelles

### Concours général individuel
| Rang | Nation | Gymnaste               |        |        |        |        | Total  |
| ---- | ------ | ---------------------- | ------ | ------ | ------ | ------ | ------ |
| 1    |        | Bianka Panova          | 10.000 | 10.000 | 10.000 | 10.000 | 40.000 |
| 2    |        | Adriana Dounavska      | 10.000 | 10.000 | 9.900  | 9.900  | 39.800 |
| 2    |        | Elisabeth Koleva       | 9.950  | 9.850  | 10.000 | 10.000 | 39.800 |
| 4    |        | Anna Kotchneva         | 9.900  | 10.000 | 10.00  | 9.750  | 39.650 |
| 4    |        | Marina Lobatch         | 9.900  | 10.000 | 9.950  | 9.800  | 39.650 |
| 6    |        | Tatiana Drutchinina    | 9.900  | 9.950  | 9.700  | 10.000 | 39.550 |
| 7    |        | Florentina Butaru      | 9.800  | 9.700  | 9.550  | 9.800  | 38.850 |
| 8    |        | Milena Reljin          | 9.800  | 9.650  | 9.700  | 9.650  | 38.800 |
| 9    |        | Maria Isabel Lloret    | 9.700  | 9.650  | 9.700  | 9.700  | 38.750 |
| 9    |        | Andrea Sinko           | 9.700  | 9.700  | 9.650  | 9.700  | 38.750 |
| 11   |        | Adriana Stonescu       | 9.700  | 9.650  | 9.700  | 9.650  | 38.700 |
| 12   |        | Regina Weber           | 9.700  | 9.700  | 9.650  | 9.600  | 38.650 |
| 13   |        | Denisa Sokolovska      | 9.600  | 9.700  | 9.600  | 9.550  | 38.450 |
| 14   |        | Izabela Zuravska       | 9.650  | 9.650  | 9.500  | 9.600  | 38.400 |
| 15   |        | Teresa Folga           | 9.450  | 9.700  | 9.600  | 9.600  | 38.350 |
| 16   |        | Erika Akiyama          | 9.400  | 9.700  | 9.600  | 9.550  | 38.250 |
| 16   |        | Zsuzsana Muszil        | 9.450  | 9.700  | 9.600  | 9.500  | 38.250 |
| 18   |        | Maria Martin           | 9.600  | 9.500  | 9.600  | 9.500  | 38.200 |
| 18   |        | Suk Yong Li            | 9.200  | 9.700  | 9.600  | 9.700  | 38.200 |
| 20   |        | Michaela Imperatori    | 9.550  | 9.600  | 9.500  | 9.450  | 38.100 |
| 21   |        | Xiaomin He             | 9.600  | 9.550  | 9.400  | 9.500  | 38.050 |
| 22   |        | Eliza Bialkowska       | 9.450  | 9.550  | 9.500  | 9.500  | 38.000 |
| 22   |        | Diana Schmiemann       | 9.600  | 9.500  | 9.550  | 9.350  | 38.000 |
| 22   |        | Diane Simpson          | 9.600  | 9.600  | 9.450  | 9.350  | 38.000 |
| 25   |        | Andrea Koppova         | 9.500  | 9.600  | 9.450  | 9.400  | 37.950 |
| 25   |        | Qiong Pang             | 9.600  | 9.450  | 9.600  | 9.300  | 37.950 |
| 27   |        | Petruta Dumitrescu     | 9.300  | 9.500  | 9.500  | 9.550  | 37.850 |
| 28   |        | Simona Brusa           | 9.400  | 9.350  | 9.500  | 9.550  | 37.800 |
| 28   |        | Monserrat Manzanares   | 9.450  | 9.600  | 9.650  | 9.100  | 37.800 |
| 30   |        | Lenka Oulehlova        | 9.500  | 9.450  | 9.400  | 9.400  | 37.750 |
| 31   |        | Yanfei Xia             | 9.550  | 9.450  | 9.300  | 9.400  | 37.700 |
| 32   |        | Barbara Ferrari        | 9.400  | 9.450  | 9.400  | 9.400  | 37.650 |
| 32   |        | Lisa Merritt           | 9.450  | 9.450  | 9.450  | 9.300  | 37.650 |
| 34   |        | Nora Erfalvi           | 9.400  | 9.400  | 9.400  | 9.400  | 37.600 |
| 34   |        | Marion Rothhaar        | 9.300  | 9.500  | 9.400  | 9.400  | 37.600 |
| 36   |        | Lourdes Medina         | 9.500  | 9.300  | 9.050  | 9.550  | 37.400 |
| 36   |        | Ok Sun Djang           | 9.450  | 9.550  | 9.400  | 9.000  | 37.400 |
| 38   |        | Dacon Lister           | 9.450  | 9.350  | 9.200  | 9.350  | 37.350 |
| 39   |        | Akemi Fujino           | 9.400  | 9.300  | 9.400  | 9.150  | 37.35  |
| 40   |        | Maria Alevizou         | 9.400  | 9.200  | 9.250  | 9.150  | 37.000 |
| 40   |        | Thalia Fung            | 9.300  | 9.300  | 9.200  | 9.200  | 37.000 |
| 40   |        | Jota Tsitsela          | 9.200  | 9.300  | 9.200  | 9.300  | 37.000 |
| 43   |        | Hiroko Oisuka          | 9.300  | 9.000  | 9.250  | 9.300  | 36.850 |
| 43   |        | Victoria Ystborg       | 9.100  | 9.300  | 9.200  | 9.250  | 36.850 |
| 45   |        | Sung-Hee Hong          | 9.150  | 9.300  | 9.000  | 9.300  | 36.750 |
| 46   |        | Irina Rubinstein       | 9.200  | 9.250  | 9.200  | 9.000  | 36.650 |
| 46   |        | Dara Terzic            | 9.200  | 9.200  | 9.300  | 8.950  | 36.650 |
| 48   |        | Maggy Michailidou      | 9.350  | 9.100  | 8.950  | 9.200  | 36.600 |
| 49   |        | Claudia Bouabca        | 9.200  | 9.100  | 9.100  | 9.150  | 36.550 |
| 49   |        | Malene Franzen         | 9.150  | 9.200  | 9.000  | 9.200  | 36.550 |
| 49   |        | Annette Walle          | 9.150  | 9.150  | 9.050  | 9.200  | 36.550 |
| 52   |        | Elisabeth Bergmann     | 9.150  | 9.200  | 8.850  | 9.300  | 36.500 |
| 52   |        | Dominika Kacin         | 9.300  | 9.200  | 8.800  | 9.200  | 36.500 |
| 54   |        | Viktoria Bengtsson     | 9.100  | 9.400  | 8.800  | 9.150  | 36.450 |
| 54   |        | In-Wha Kim             | 8.900  | 9.300  | 9.000  | 9.250  | 36.450 |
| 56   |        | Sandra Arregoitia      | 9.250  | 9.000  | 8.750  | 9.400  | 36.400 |
| 57   |        | Angela Walker          | 8.850  | 9.250  | 9.200  | 9.050  | 36.350 |
| 58   |        | Natascha Vervoort      | 9.200  | 9.300  | 8.850  | 8.900  | 36.250 |
| 59   |        | Laurence Brihaye       | 8.950  | 9.200  | 9.000  | 9.000  | 36.150 |
| 59   |        | Susanne Ravn           | 8.900  | 9.250  | 8.950  | 9.050  | 36.150 |
| 61   |        | Jennefer Hopkins       | 9.200  | 9.000  | 8.800  | 9.100  | 36.100 |
| 62   |        | Leena Murtamo          | 8.800  | 9.200  | 8.750  | 9.200  | 35.950 |
| 63   |        | Patricia Jorge         | 8.850  | 9.000  | 8.950  | 9.100  | 35.900 |
| 63   |        | Linda Oers             | 8.900  | 9.150  | 8.950  | 8.900  | 35.900 |
| 63   |        | Ylje Wiede             | 8.700  | 9.250  | 8.900  | 9.050  | 35.900 |
| 66   |        | Nicola Walker          | 9.050  | 8.800  | 9.100  | 8.900  | 35.850 |
| 67   |        | Emmanuelle Serre       | 8.900  | 9.400  | 8.800  | 8.700  | 35.800 |
| 68   |        | Ana-Katrine Korning    | 8.900  | 9.100  | 8.800  | 8.950  | 35.75  |
| 69   |        | Eva Lundovist          | 8.750  | 8.600  | 9.100  | 9.250  | 35.700 |
| 70   |        | Marika Kosonen         | 8.850  | 9.100  | 8.750  | 8.900  | 35.600 |
| 71   |        | Rakefet Ramigolski     | 8.850  | 8.950  | 8.700  | 9.050  | 35.550 |
| 72   |        | Shulamit Goldstein     | 8.800  | 8.900  | 8.750  | 9.050  | 35.500 |
| 72   |        | Mirjam de Kramer       | 9.000  | 9.100  | 8.700  | 8.700  | 35.500 |
| 74   |        | Sofia Hedman           | 8.850  | 8.800  | 8.700  | 8.950  | 35.300 |
| 75   |        | Katherine Agnew        | 8.750  | 9.200  | 8.600  | 8.700  | 35.250 |
| 76   |        | Einat Argaman          | 8.850  | 8.700  | 8.600  | 9.000  | 35.150 |
| 76   |        | Lisa Black             | 8.950  | 9.050  | 8.150  | 9.000  | 35.150 |
| 78   |        | Ann Kristin Albertsen  | 9.250  | 9.150  | 7.850  | 8.800  | 35.05  |
| 78   |        | Jaqueline Pedreira     | 8.800  | 8.750  | 8.700  | 8.800  | 35.05  |
| 78   |        | Lurdes Silva           | 8.550  | 9.000  | 8.850  | 9.000  | 36.000 |
| 81   |        | Margarida Carmo        | 8.950  | 8.600  | 8.250  | 9.200  | 35.00  |
| 82   |        | Francoise Biot         | 8.700  | 9.050  | 8.700  | 8.500  | 34.95  |
| 83   |        | Rosane Favila Ferreira | 8.650  | 9.050  | 8.500  | 8.700  | 34.900 |
| 84   |        | Caroline Müller        | 8.650  | 8.700  | 8.550  | 8.600  | 34.500 |
| 85   |        | Maura Genasci          | 8.200  | 8.900  | 8.700  | 8.600  | 34.400 |
| 85   |        | Sabrina Muheim         | 8.650  | 8.700  | 8.500  | 8.550  | 34.400 |
| 87   |        | Viva Seifert           | 8.350  | 9.000  | 7.85   | 9.050  | 34.250 |
| 88   |        | Soo-Yung Kim           | 8.350  | 8.800  | 8.500  | 8.500  | 34.150 |
| 89   |        | Mira Luhtanen          | 8.000  | 8.900  | 8.350  | 8.800  | 34.050 |
| 90   |        | Melanie Cairns         | 8.400  | 8.750  | 8.500  | 8.350  | 34.000 |
| 90   |        | Paula Paradelas        | 8.700  | 8.850  | 7.650  | 8.800  | 34.000 |
| 92   |        | Diana Velarde          | 8.350  | 8.500  | 8.350  | 8.450  | 33.650 |
| 93   |        | Nicole Mozes           | 8.400  | 7.850  | 8.400  | 8.800  | 33.450 |
| 94   |        | Annik Vanderstraeten   | 8.250  | 8.500  | 8.150  | 8.500  | 33.400 |
| 95   |        | Caroline Verbruggen    | 8.300  | 8.600  | 8.000  | 8.400  | 33.300 |
| 96   |        | Antonietta Guida       | 8.500  | 8.450  | 8.150  | 8.150  | 33.250 |
| 97   |        | Miriam Hinososa        | 8.250  | 8.400  | 7.900  | 8.350  | 32.900 |
| 98   |        | Hui-Huang Tsai         | 8.300  | 8.200  | 7.700  | 8.550  | 32.750 |
| 99   |        | Huei-Mei Lee           | 7.600  | 7.800  | 8.300  | 8.450  | 32.15  |
| 100  |        | Mariela Castillo       | 7.950  | 8.150  | 7.250  | 8.200  | 31.550 |
| 101  |        | Chih-Yuan Yan          | 8.250  | 7.800  | 7.200  | 8.100  | 31.350 |
| 102  |        | Lise Gautreau          | 9.150  | 9.350  | -      | -      | 18.500 |

### Corde
| Rang | Nation | Gymnaste            | All Around | Rope   | Total  |
| ---- | ------ | ------------------- | ---------- | ------ | ------ |
| 1    |        | Adriana Dounavska   | 10.000     | 10.000 | 20.000 |
| 1    |        | Bianka Panova       | 10.000     | 10.000 | 20.000 |
| 3    |        | Anna Kotchneva      | 9.900      | 9.900  | 19.800 |
| 3    |        | Marina Lobatch      | 9.900      | 9.900  | 19.800 |
| 5    |        | Florentina Butaru   | 9.800      | 9.900  | 19.700 |
| 6    |        | Milena Reljin       | 9.800      | 9.750  | 19.550 |
| 7    |        | Andrea Sinko        | 9.700      | 9.800  | 19.500 |
| 8    |        | Maria Isabel Lloret | 9.700      | 9.700  | 19.400 |

### Cerceau
| Rang | Nation | Gymnaste          | All Around | Hoop   | Total  |
| ---- | ------ | ----------------- | ---------- | ------ | ------ |
| 1    |        | Marina Lobatch    | 10.000     | 10.000 | 20.000 |
| 1    |        | Bianka Panova     | 10.000     | 10.000 | 20.000 |
| 3    |        | Anna Kotchneva    | 10.000     | 9.900  | 19.900 |
| 4    |        | Adriana Dounavska | 10.000     | 9.850  | 19.850 |
| 5    |        | Florentina Butaru | 9.700      | 9.800  | 19.500 |
| 5    |        | Andrea Sinko      | 9.700      | 9.800  | 19.500 |
| 7    |        | Regina Weber      | 9.700      | 9.750  | 19.450 |
| 8    |        | Denisa Sokolovska | 9.700      | 9.700  | 19.400 |

### Massues
| Rang | Nation | Gymnaste            | All Around | Clubs  | Total  |
| ---- | ------ | ------------------- | ---------- | ------ | ------ |
| 1    |        | Anna Kotchneva      | 10.000     | 10.000 | 20.000 |
| 1    |        | Bianka Panova       | 10.000     | 10.000 | 20.000 |
| 3    |        | Marina Lobatch      | 9.950      | 10.000 | 19.950 |
| 4    |        | Elisabeth Koleva    | 10.000     | 9.850  | 19.850 |
| 5    |        | Milena Reljin       | 9.700      | 9.700  | 19.400 |
| 5    |        | Andrea Sinko        | 9.650      | 9.750  | 19.400 |
| 5    |        | Adriana Stonescu    | 9.700      | 9.700  | 19.400 |
| 8    |        | Maria Isabel Lloret | 9.700      | 9.650  | 19.350 |

### Ruban
| Rang | Nation | Gymnaste            | All Around | Ribbon | Total  |
| ---- | ------ | ------------------- | ---------- | ------ | ------ |
| 1    |        | Tatiana Drutchinina | 10.000     | 10.000 | 20.000 |
| 1    |        | Bianka Panova       | 10.000     | 10.000 | 20.000 |
| 3    |        | Elisabeth Koleva    | 10.000     | 9.900  | 19.900 |
| 4    |        | Florentina Butaru   | 9.800      | 9.800  | 19.600 |
| 4    |        | Marina Lobatch      | 9.800      | 9.800  | 19.600 |
| 6    |        | Suk Yong Li         | 9.700      | 9.600  | 19.300 |
| 7    |        | Andrea Sinko        | 9.700      | 9.500  | 19.200 |
| 8    |        | Maria Isabel Lloret | 9.700      | 9.150  | 18.85  |

## Ensembles

### Concours général
The First Exercise consisted of 3 balls and 3 hoops.  The Second Exercise consisted of 6 balls.  
| Rang | Nation               | Ensemble 1 | Ensemble 2 | Total  |
| ---- | -------------------- | ---------- | ---------- | ------ |
| 1    | Bulgarie             | 20.000     | 20.000     | 40.000 |
| 2    | Union soviétique     | 19.300     | 19.900     | 39.200 |
| 3    | Chine                | 19.600     | 19.050     | 38.650 |
| 3    | Espagne              | 19.450     | 19.200     | 38.650 |
| 5    | Japon                | 19.350     | 18.700     | 38.050 |
| 6    | Italie               | 18.950     | 18.900     | 37.850 |
| 7    | Finlande             | 18.900     | 18.850     | 37.750 |
| 8    | Tchécoslovaquie      | 19.100     | 18.400     | 37.500 |
| 9    | Hongrie              | 18.200     | 19.100     | 37.300 |
| 9    | Corée du Nord        | 17.900     | 19.400     | 37.300 |
| 11   | France               | 17.750     | 19.150     | 36.900 |
| 12   | Norvège              | 17.950     | 18.600     | 36.550 |
| 13   | Autriche             | 17.950     | 18.600     | 36.500 |
| 14   | Canada               | 18.350     | 18.000     | 36.350 |
| 15   | Pays-Bas             | 18.000     | 18.200     | 36.200 |
| 16   | Suisse               | 17.650     | 18.500     | 36.150 |
| 17   | Allemagne de l'Ouest | 17.900     | 17.950     | 35.850 |
| 18   | États-Unis           | 16.850     | 18.650     | 35.500 |
| 19   | Brésil               | 16.800     | 18.250     | 35.050 |
| 20   | Nouvelle-Zélande     | 17.400     | 17.400     | 34.800 |

### 6 Ballons
| Rang | Nation           | All Around | Final  | Total  |
| ---- | ---------------- | ---------- | ------ | ------ |
| 1    | Bulgarie         | 20.000     | 19.900 | 39.900 |
| 2    | Union soviétique | 19.900     | 19.750 | 39.650 |
| 3    | Chine            | 19.050     | 19.800 | 38.850 |
| 4    | Espagne          | 19.200     | 19.500 | 38.700 |
| 5    | France           | 19.150     | 19.250 | 38.400 |
| 6    | Hongrie          | 19.100     | 19.200 | 38.300 |
| 7    | Autriche         | 19.000     | 19.250 | 38.250 |
| 8    | Corée du Nord    | 19.400     | 18.350 | 37.750 |

### 3 Ballons + 3 Cerceaux
| Rang | Nation           | All Around | Final  | Total  |
| ---- | ---------------- | ---------- | ------ | ------ |
| 1    | Bulgarie         | 20.000     | 20.000 | 40.000 |
| 2    | Chine            | 19.600     | 19.600 | 39.200 |
| 3    | Espagne          | 19.450     | 19.300 | 38.750 |
| 4    | Union soviétique | 19.300     | 19.350 | 38.650 |
| 4    | Japon            | 19.350     | 19.300 | 38.650 |
| 6    | Finlande         | 18.900     | 19.150 | 38.050 |
| 7    | Tchécoslovaquie  | 19.100     | 18.550 | 37.650 |
| 8    | Italie           | 18.950     | 18.650 | 37.600 |

## Tableau de médailles
| Rang | Nation           | Or | Argent | Bronze | Total |
| ---- | ---------------- | -- | ------ | ------ | ----- |
| 1    | Bulgarie         | 9  | 2      | 1      | 12    |
| 2    | Union soviétique | 3  | 2      | 4      | 9     |
| 3    | Chine            | 0  | 1      | 2      | 3     |
| 4    | Espagne          | 0  | 0      | 2      | 2     |